# Soritor (distrito)
Soritor é um distrito do Peru, departamento de San Martín, localizada na província de Moyobamba.

## Transporte
O distrito de Soritor é servido pela seguinte rodovia:
- PE-8C, que liga a cidade ao distrito de Jazan (Região de Amazonas[1][2][3]